# Talisia megaphylla
Talisia megaphylla är en kinesträdsväxtart som beskrevs av Paul Antoine Sagot. Talisia megaphylla ingår i släktet Talisia och familjen kinesträdsväxter. Inga underarter finns listade i Catalogue of Life.